# Mom, Can I Keep Her?
Mom, Can I Keep Her? es una película estadounidense directamente para vídeo de 1998 dirigida por Fred Olen Ray. Fue protagonizada por Justin Berfield, Gil Gerard, Alana Stewart, Kevin Dobson, Don McLeod, Terry Funk, Henry Darrow, Ted Monte y Brinke Stevens. La película se estrenó el 10 de junio de 1998 en Estados Unidos. 

## Reparto
- Justin Berfield - Timmy Blair
- Gil Gerard - Reinhart
- Alana Stewart - Eva Blair
- Kevin Dobson - Dr. Joel Blair
- Don McLeod - Zamora
- Terry Funk - Salvaje Ed
- Henry Darrow - Sr. Willard
- Ted Monte - Jason
- Brinke Stevens - Jenna